# Porrogszentkirály
Porrogszentkirály é um município da Hungria, situado no condado de Somogy. Tem 13,65 km² de área e sua população em 2019 foi estimada em 282 habitantes.